# 林太郎
林太郎（日语： Rintaro，（1941年1月22日—）本名林重行，是日本動畫監督、動畫師，出生於東京都，隸屬於動畫製作公司MADHOUSE。他同時是日本電影導演協會成員，日本動畫協會創立成員之一。亦擔任京都精華大學漫畫學部的客座教授。
林的動畫生涯始於1958年，當時正值日本動畫的萌芽階段，當時他參與東映動畫長篇動畫《白蛇傳》的製作。此後他參與製作了《鐵臂阿童木》、《宇宙海贼哈洛克船长》、《銀河鐵道999》、《大都會》等作品。林的多部作品曾獲得獎項或提名，其中包括2001年西班牙錫切斯電影節的最佳影片提名。
2025年，其作品《1秒24コマのぼくの人生》獲得第29回手塚治虫文化獎漫畫大賞。
林的長弟是動畫師及動畫演出家林政行；次弟則是樂團Village Singers的鼓手，亦曾為演員的林溫。

## 經歷

### 早年
林於1941年1月22日出生於東京，因正值第二次世界大戰期間，林自小與家人一同疏散到長野縣，在當地的小學就讀至五年級為止。戰後返回東京，其父親雖經營理髮店，卻是一位比起理髮工作，更熱衷於電影與戲劇，這使林得以接觸電影興趣。
林在中學畢業後曾短暫在毛織公司工作，但不久便辭職。之後開始渴望從事影像相關的工作，並轉職至製作電視廣告動畫的服部映畫社，從事賽璐珞動畫的上色工作。該公司後來倒閉，他轉而進入當時在電視廣告動畫界佔有一席之地的TCJ（今EIKEN），並於1958年加入東映動畫。在同年推出的首部長篇動畫《白蛇傳》中負責仕上工作，並自1960年的《西遊記》起轉任動畫師後，從事動畫繪製。
雖然志向為導演，但東映動畫當時每年僅製作1至2部長篇作品，再加上據說當時若非由東映總公司以大學畢業身分錄用，便無法進入演出部門，因而放棄了成為導演的夢想此外，東映動畫在與工會的集體協商中，提出將「懷柔」被列入「黑名單」的員工作為交換條件，他認為「即使留下也只是會被解雇」，遂決定轉投由手塚治虫創立的蟲製作

### 動畫導演
在製作電視動畫《鐵臂阿童木》期間，林曾向手塚治虫表達希望擔任導演的意願，並於1963年如願以導演身份出道。此後，他擔任《原子小金剛》的主要導演，並於1965年的《森林大帝》中晉升為總監。隨後在虫製作公司陸續擔任《佐武與市捕物控》、《頑皮偵探團》、《嚕嚕米》等作的總監。
1972年自虫製作公司離職後，他以自由導演身分執導《星星王子》、《頑皮大昔古姆古姆》等電視動畫。之後曾短暫離開動畫界約一年。1977年，因《原子小金剛》重製企劃發展而成的《铁臂马鲁斯》啟動，他重返東映動畫並擔任導演。其後又接連執導《神威赛车手》、《宇宙海贼哈洛克船长》。在《哈洛克船長》第一集的試映會上，時任東映動畫社長{{Link-ja|今田智憲』』深受感動，在決定將《銀河鐵道999》改編為劇場版時，便直接指名由他擔任導演，由於社長一時想不起他的名字，便以「平假名的導演」來稱呼並加以指定。當時東映動畫委任外部導演執導劇場版動畫是極為罕見的例子。透過東映的工作，林與美術監督椋尾篁、動畫師小松原一男等人建立了合作關係。
1979年，他首次執導的劇場長篇動畫《銀河鐵道999》上映，搭上當時的動畫熱潮與松本零士作品的人氣成為票房佳作，至今仍被視為其代表作之一。原本他也預定執導1980年劇場版《人造人009 超銀河傳說》，但中途退出；1981年則推出續作《再見銀河鐵道999 安德洛梅達終點站》。
在瞄準《銀河鐵道999》的成功後。角川書店社長角川春樹便指派他擔任角川動畫首部作品《幻魔大戰》（1983年上映）的導演。1982年，他與椋尾篁、MADHOUSE創辦人丸山正雄等人共組企劃團隊「阿耳戈斯」製作短篇動畫集《迷宮物語》。此後，他陸續接下角川書店的動畫製作案，製作據點也由東映動畫轉向MADHOUSE。在1982年前後從東映動畫轉向MADHOUSE的過程中，他亦曾於東京電影新社擔任與法國合製動畫《魯邦八世》的導演，但該企劃僅製作數集即遭中止。

### MADHOUSE時期
2001年，林太郎執導了動畫電影《大都會》。在改編該片時，林表示希望藉由作品傳達手塚治虫的精神。在該片製作過程中，他曾對負責音樂的本多俊之提及，自己在虫製作時代曾與音響導演田代敦巳（原為職業貝斯手）等人共組現代爵士樂團。本多聽後便提議：「那導演也來參一腳吧」，於是他便在《大都會》配樂中親自演奏低音單簧管。此外，他也擔任2009年12月上映、總製作費超過14億日圓的日法合製3D動畫《夜夜企鵝》的導演。
2023年，林執導了短篇動畫《老鼠子次郎吉》，這是他14年來首度執導的新作，並於第一屆新潟國際動畫影展首映。該片獻給已故導演山中貞雄。
2025年4月，林的自傳性質著作《我的1秒24格人生》榮獲第29屆手塚治虫文化獎漫畫大賞，並因譽為「84歲新人漫畫家」而備受關注。

## 作品列表

### 電視動畫
- 《原子小金剛》（1964年，各話演出，蟲製作）
- 《小獅王》（1966年，總導演，蟲製作）
- 《佐武與市捕物控（日语：武と市捕物控）》（1968年，總導演，蟲製作）
- 《頑皮偵探團（日语：わんぱく探偵団）》（1968年，總導演，蟲製作）
- 《嚕嚕米（日语：ムーミン_(アニメ)）》第一期（1970年，總導演，蟲製作）
- 《嚕嚕米》第二期（1972年，總導演，蟲製作）
- 《星星王子》（1974年，導演，スタジオゼロ）
- 《小康康（日语：わんぱく大昔クムクム）》（1975年，總導演，サンライズ）
- 《日本昔話（日语：まんが日本昔ばなし）》（1975年－1977年，演出，グループ・タック）
- 《UFO戰士戴亞波羅（日语：UFO戦士ダイアポロン）》（1976年－1977年，各話演出，エイケン）
- 《世界童話動畫選（日语：まんが世界昔ばなし）》（1976年－1977年，演出，ダックスインターナショナル（日语：ダックスインターナショナル））
- 《铁臂马鲁斯》（1977年，總導演[33]，東映動畫／MADHOUSE）
- 《神威赛车手》（1977年，總導演，東映動畫）
- 《宇宙海贼哈洛克船长》（1978年，總導演[34]，東映動畫）
- 《加油元氣（日语：がんばれ元気）》（1980年，總導演，東映動畫）
- 《我是貓》（1982年，導演，東映動畫）
- 《手塚治虫物語 我是孫悟空（日语：ぼくのそんごくう）》（1989年，共同導演／編劇，手塚プロダクション／MADHOUSE）
- 《勇者鬥惡龍 (動畫)》（1989年，總導演，スタジオコメット）
- 《宇宙海賊哈洛克船長：無盡的冒險（日语：SPACE PIRATE CAPTAIN HERLOCK）》（2002年，導演，MADHOUSE）
- 《神槍少女》（2003年，OP分鏡，MADHOUSE）
- 《妄想代理人》（2004年，分鏡，MADHOUSE）
- 《天上天下》（2004年，OP分鏡，MADHOUSE）
- 《天堂之吻》（2005年，分鏡，MADHOUSE）
- 《鬥牌傳說》（2005年，OP監督顧問，MADHOUSE）
- 《夢使者》（2006年，OP分鏡，MADHOUSE）
- 《刀鋒戰士》（2011年，監督協力，MADHOUSE）
- 《櫻花莊的寵物女孩》（2012年，ED分鏡，J.C.STAFF）

### 劇場動畫
- 《銀河鐵道999》（1979年，導演，東映動畫）
- 《再見銀河鐵道999（日语：銀河鉄道999_(アニメ)#さよなら銀河鉄道999_アンドロメダ終着駅）》（1981年，導演，東映動畫）
- 《劇場版 怪博士與機器娃娃：「吼唷唷！」宇宙大冒險（日语：Dr.SLUMP ほよよ! 宇宙大冒険）》（1982年，協力，東映動畫）
- 《幻魔大戰》（1983年，導演，角川春樹事務所／MADHOUSE）[35]
- 《神劍》（1985年，導演，角川春樹事務所／MADHOUSE）
- 《火之鳥 鳳凰篇》（1986年，導演，角川春樹事務所／MADHOUSE）
- 《迷宮物語》〈迷宮＊迷宮〉（1987年，編劇／導演，角川書店／MADHOUSE）
- 《風之又三郎（日语：風の又三郎）》（1988年，編劇／導演，MADHOUSE）
- 《安妮的日記（日语：アンネの日記）》（1995年，分鏡／演出，MADHOUSE）
- 《X》（1996年，導演／共同編劇，角川書店／MADHOUSE）
- 《亞歷山大戰記》（2000年，共同導演，角川春樹事務所／MADHOUSE）
- 《大都會》（2001年，導演，角川書店／MADHOUSE）
- 《夜夜企鵝（日语：よなよなペンギン）》（2009年，導演，MADHOUSE）
- 《鼠小僧次郎吉（日语：鼠小僧次郎吉）》－獻給山中貞雄的漫畫電影（2023年，導演，スタジオM2）[36][37][38]

### OVA
- 《X電車でいこう》（1987年，腳本／導演，MADHOUSE）
- 《惡魔的新娘》（1988年，導演，MADHOUSE）
- 《江口壽史的總會有辦法的Show!（日语：江口寿史のなんとかなるでショ!）》（1990年，動畫協調，MADHOUSE）
- 《羅德斯島戰記》（1990年，分鏡／前導動畫，MADHOUSE）
- 《帝都物語》（1991年，系列導演，MADHOUSE）
- 《下載 南無阿彌陀佛是愛之詩（日语：ダウンロード 南無阿弥陀仏は愛の詩）》（1992年，腳本／導演，MADHOUSE）
- 《X (漫畫)#音樂錄影帶》（1993年，導演，MADHOUSE）
- 《真·孔雀王》（1994年，導演，MADHOUSE）
- 《最終幻想 (OVA)》（1994年，系列導演，MADHOUSE）
- 《MASTER KEATON（日语：MASTERキートン）》（1999年，分鏡，MADHOUSE）
- 《48×61（日语：48×61）》（2004年，導演，MADHOUSE）※《蒸氣男孩》DVD附錄動畫

### 其他作品
- 《みんなのうた：子象の行進》（1976年，動畫共同製作）
- 《オサムとムサシ》（1994年，導演，手塚プロダクション）
- 《平成天才笨蛋本 進吧!笨蛋本們（日语：平成天才バカボン すすめ!バカボンズ）》（1995年，動畫導演，スタジオぴえろ）
- 《明治 果汁グミ Tweet Love Story「メグミとタイヨウ」》（2011年，動畫導演，MADHOUSE）
- 《Victor ROBOT COMPO ロボットコンポ》（1980年代，作畫／分鏡／構成）

## 書籍
- 《PLUS MADHOUSE 04 りんたろう》，電影旬報社，2009年12月。
- 《1秒24コマのぼくの人生》，河出书房新社，2024年12月。ISBN 978-4-309-25784-6。※自傳漫畫

## 戲劇演出
- 《蟲師》（2007年，導演：大友克洋）— 飾 庄屋主人

## 外部連結
- マッドハウス・アニメーションを新たな時代に導く監督たち・りんたろう
- 林太郎在互联网电影资料库（IMDb）上的資料（英文）